# Гијом Анри Дифур
Гијом Дифур (Констанц, 15. септембар 1787 — Женева, 14. јул 1875) је био швајцарски генерал.

## Биографија
Гијом је рођен 1787. године у Констанцу у Светом римском царству. Његови родитељи су избегли у Женеву. Као инжењерски официр је радио од 1814. године на утврђивању Крфа. Као врховни командант швајцарских федералних трупа, Дифур је 1847. године енергично угушио побуну Сондербунда, тајне политичке организације која је покушавала да одцепи 7 католичких кантона од Конфедерације. За врховног команданта швајцарских федералних трупа је постављан још три пута: 1849, 1856. и 1859. године. Бавио се картографијом, а писао је и о фортификацији и о догађајима у Швајцарској 1847. и 1856. године. Учествовао је у изради Женевске конвенције од 1864. године о заштити рањеника у рату. У Швајцарској се сматра националним великаном. 